# 中部商品取引所
中部商品取引所（ちゅうぶしょうひんとりひきしょ、Central Japan Commodity Exchange、略称：C-COM）は、名古屋市中区にあった商品先物取引所である。商品取引所法に基づいて商品先物取引市場を開設・運営することを目的として設立された特別法人。
2007年1月、大阪商品取引所と合併して、中部大阪商品取引所となった。

## 概要（合併前）
農林水産省と経済産業省の許可を受けた総合商品取引所。
- 所在地：愛知県名古屋市中区錦三丁目2番15号
- 理事長：木村文彦
- 設立：1996年（平成8年）10月1日
- 主な取引商品：鉄スクラップ、石油、畜産物
- 市場会員：56社（うち受託会員52社）
- 英語表記：Central Japan Commodity Exchange

## 沿革
- 1996年10月1日 - 豊橋乾繭取引所、名古屋繊維取引所、名古屋穀物砂糖取引所が合併し設立。
- 2001年11月 - システム取引開始。
- 2005年10月 - 鉄スクラップ市場開設。鉄スクラップ（愛称：再生鉄）取引開始。
- 2007年1月1日 - 大阪商品取引所と合併し中部大阪商品取引所が発足。